# Joint (cigarette)
Pour les articles homonymes, voir Joint.
 (janvier 2016).
- Si vous ne connaissez pas le sujet, laissez ce bandeau (vous pouvez alors contacter les auteurs).
- Si vous supprimez le contenu mis en cause (vous pouvez préalablement contacter les auteurs),

argumentez précisément cette suppression dans la page de discussion
(un manque de référence n'est pas un argument ; une recherche réelle de référence doit avoir été effectuée, être formellement documentée).

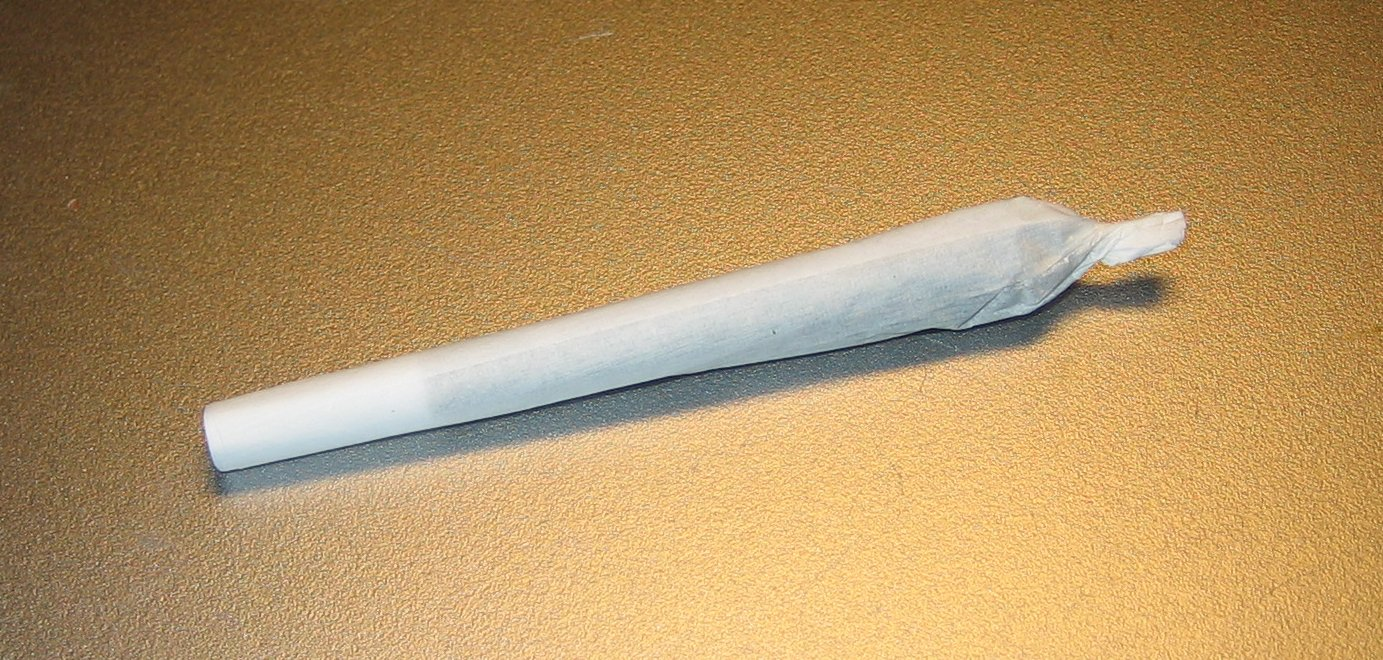
Joint d'environ 500 à 700 mg.

Un joint est une cigarette roulée à la main avec du papier à cigarette et un bout de carton roulé sur lui-même en guise de filtre. Ordinairement composé uniquement de cannabis, un joint peut aussi contenir d'autres substances psychotropes possiblement diluées.
Il existe plusieurs manières de le confectionner : avec un « tonc », un morceau de carton roulé sur lui même ou avec un bout de tabac comme filtre (technique du marocco, principalement en Europe ou en Afrique du Nord) ou même sans filtre (principalement en Amérique). Au moment du roulage, on veille généralement à ce que la fin du joint ne soit rempli que du tabac afin de ne gaspiller que celui-ci.
Un joint est plus long qu'une cigarette roulée car on utilise une feuille «slim», ou sinon de 2 petites feuilles. On trouve aussi des « rolls » des rouleaux de papier permettant d'obtenir des feuilles de la longueur souhaitée. Il existe également des techniques de roulage avec plus de feuilles pour faire des joints de tailles différentes ou aux formes plus élaborées : par exemple la « moustache » (de son nom complet « pétard à moustache », formée de deux cônes divergents montés sur un filtre unique), ou la « tulipe » (avec un long filtre figurant la tige, le cône décoré de feuilles imitant la forme de la fleur).

## Étymologie et vocabulaire
Le mot vient de l'argot américain « joint » désignant initialement l'annexe d'un bâtiment (issu du français « joint »), puis un lieu de consommation (tout spécialement d'opium), avant de prendre également son sens de cigarette de cannabis médicinale.

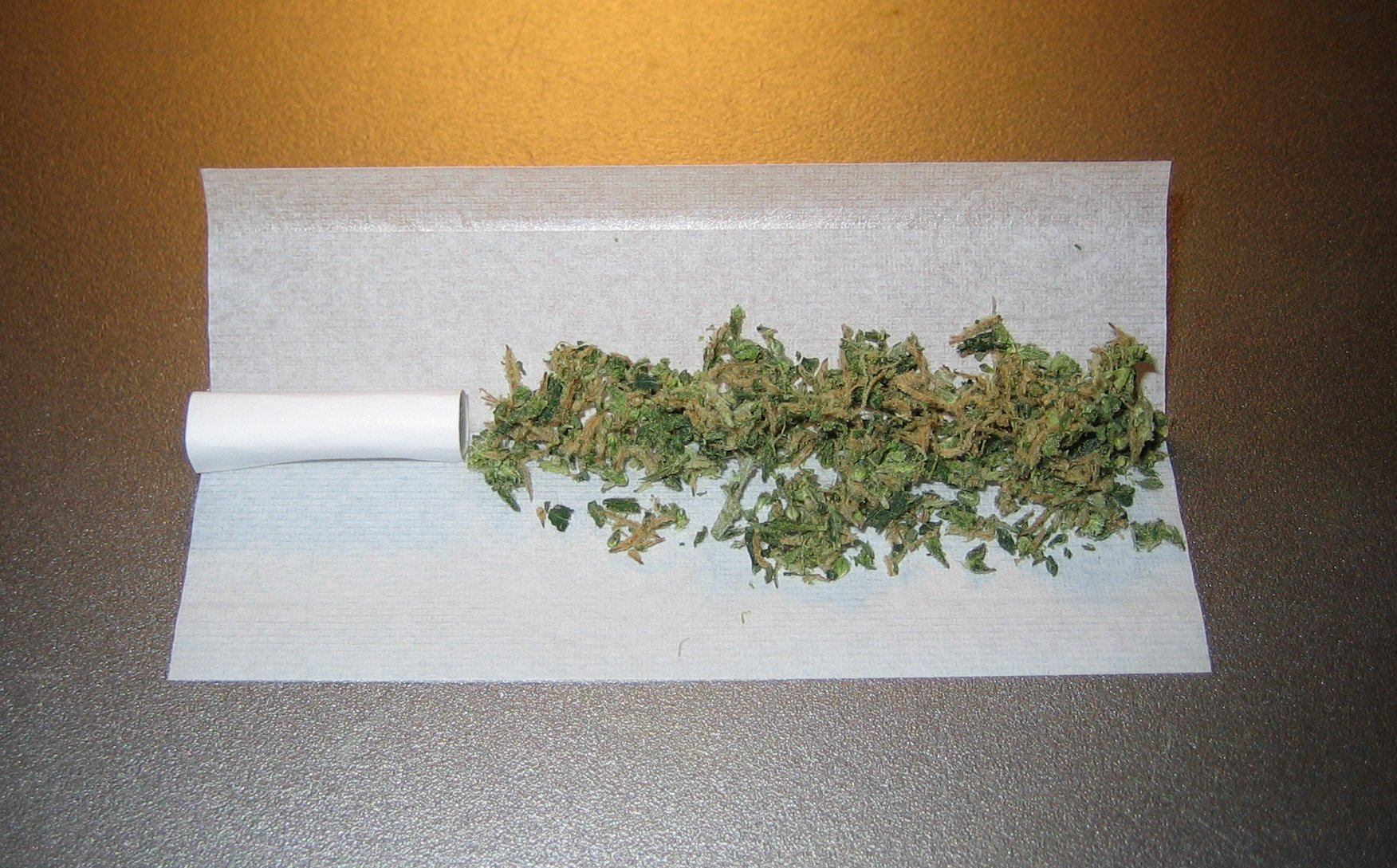
La préparation d'un joint de marijuana

## Confection
Le cannabis se fume sous sa forme de résine ou d'herbe, mélangé à du tabac (ou autres herbes sans nicotine), ce dernier compose environ 30 % du mélange et facilite la combustion. Le cannabis sous forme d'herbe peut aussi être fumé pur. Le haschich et le skuff sont tous deux de la résine végétale.
L'herbe est généralement considérée par les consommateurs comme meilleure que la résine, principalement à cause des « produits de coupe » ajoutés à la résine. Elle est également généralement plus chère que le haschich, bien que dans d'autres pays elle coûte au contraire moins cher.
En France, le prix d'un joint se situe généralement entre deux et trois euros (le prix de vente varie selon la qualité et la quantité de cannabis).
À la différence d'une cigarette qui est généralement consommée par un seul individu, il est de coutume de fumer un joint en groupe, où chacun fume puis « fait tourner » le joint à son voisin. Il existe par ailleurs de nombreux jeux pour déterminer le prochain fumeur lorsque le joint tourne.

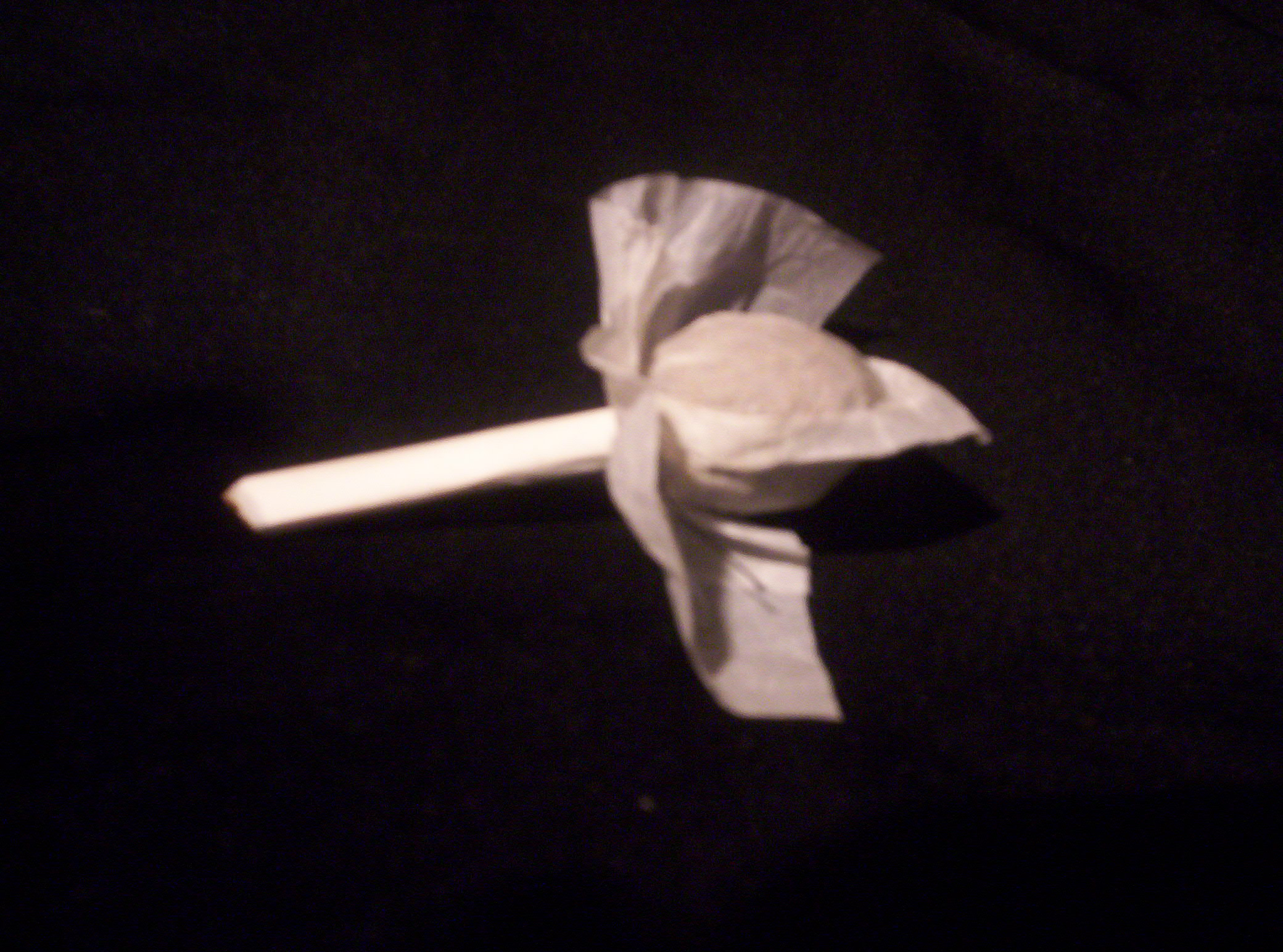
roulage particulier : tulipe

Le joint se fumant en groupe, dans l'intimité et souvent dans l’illégalité, cette pratique permet l’émergence d'un sociolecte, ainsi, le mégot d'un joint connaît différentes expressions selon le pays, la région ou le quartier: « cul de la vieille », « cul de joint » ou encore « taff du cowboy ». Les termes « carton » ou « cavu », faisant référence au filtre, désignent aussi le mégot du joint.

## Autres formes de consommation

### Blunt
Un blunt est un joint de marijuana traditionnellement roulé dans un cigare de marque Phillies Blunt (d'où il tire son nom), que l'on ouvre avec une lame de rasoir, avant de le vider pour remplacer le tabac par l'herbe. Le blunt est finalement refermé en humidifiant la feuille de tabac et en recollant les bords. Un blunt désigne également un joint de marijuana roulé avec une feuille de tabac brut ou une feuille de tabac recomposé et aromatisé, lui donnant ainsi un aspect de cigare. Les feuilles de blunts aromatisés sont aujourd'hui interdites à la vente dans de nombreux pays européens mais autorisées en France.

### Stick

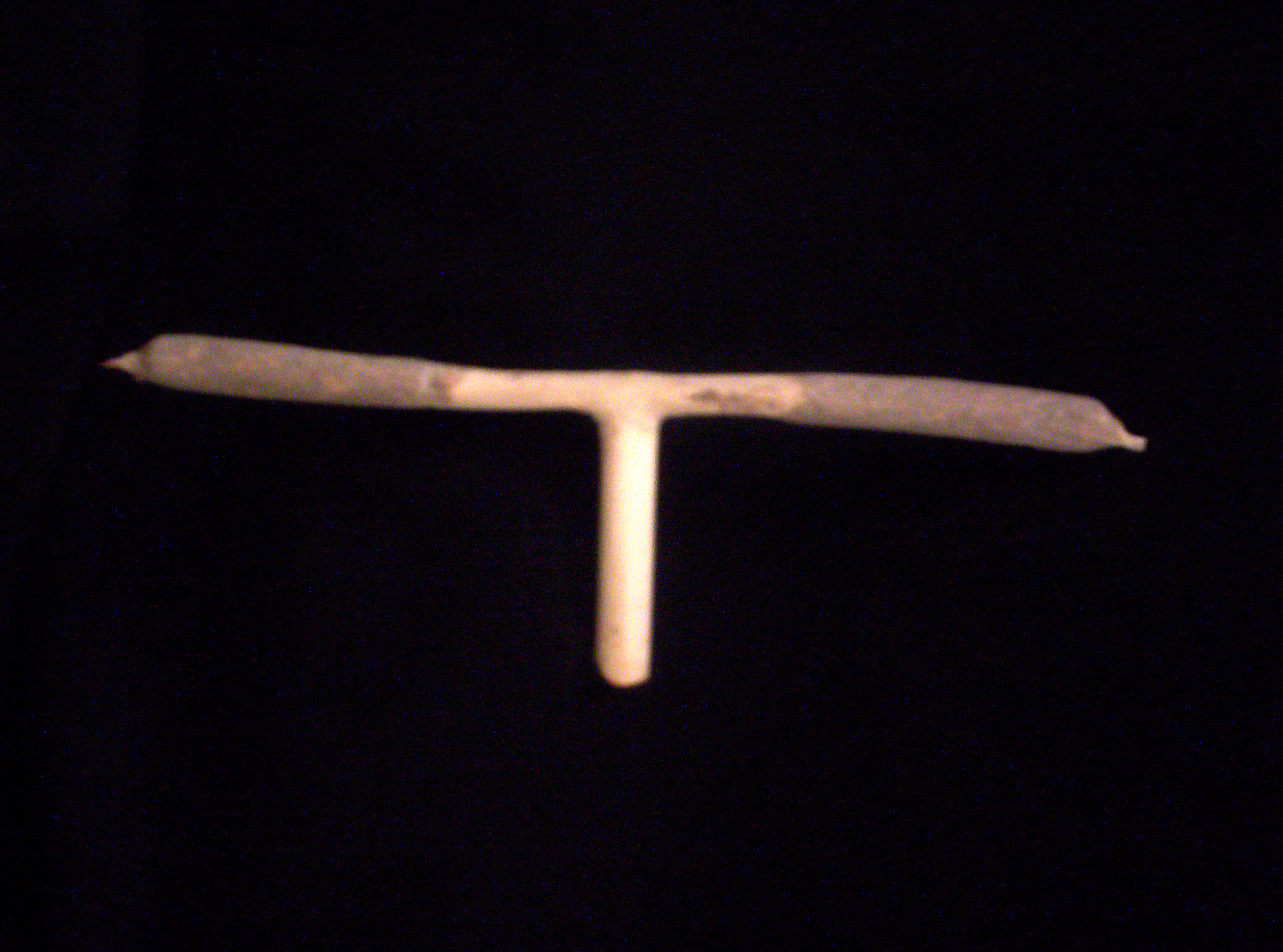
Roulage particulier : moustache ou hélicoptère

En Amérique, il est de coutume de rouler directement le cannabis avec une feuille de papier, il est donc fumé sans mélange de tabac. Ce joint est fin et s'appelle stick ; par extension, les joints de la même forme (avec ou sans tabac) prennent ce nom.

### Mélanges
Parfois, afin d'augmenter les effets, d’autres modes de consommation sont utilisés avec du cannabis qui est mélangé à diverses autres drogues.
L'appellation « double zéro » désigne un cannabis qui est issu de la toute première passe de tamisage (d'où le nom 00). Cependant, s'il est déjà presque impossible d'en trouver au Maroc ou en Hollande, le double zéro vendu en France au marché noir est bien souvent une dénomination pour un haschisch coupé à une autre drogue, notamment à l'opium
- Marijuana + haschisch + Tabac = « Royal », « Menthe-Chocolat », « Bâtard » ou « Jungle »[1], « Salade » au Québec, et « Mariachi » en Espagne ou encore « Jambon-beurre » en Belgique
- Marijuana + haschisch = « Royal  Pur »
- Marijuana + haschisch + huile de cannabis = « Kebab complet » « 3 fromages »
- Haschich + Kif + Tabac = « Bellati »
- Haschich + cocaïne = « V.I.P », « Speed » ou encore « Triple zéro »
- Haschich + opium = « Zéro-Zéro »[1]
- Haschich + opium + caféine = « Frank Zappa »
- Marijuana + cocaïne = « Space Skunk » ou « Juicy » ou « Joint de riche » au Québec
- Marijuana + méthamphétamine = « Jig-A-Loo »
- Marijuana + amphétamine = « Expresso », « Trip Grass »[1], « Trip Shit »[1]
- Marijuana + héroïne ou opium = « Atom Bomb »[1], « Thaï Stick »[1]
- Marijuana + Poppers = « Le Marquis », En référence au Roi Pestre
- Cannabis + crack = « Bouddha »[1], « Chewie »[1], « Grimmie »[1]
- Cannabis + PCP = « Supercool »[1] ou « Wet »
- Marijuana + Cognac = « Pétard du Roi » En référence au Roi Heenok
- Marijuana + Kétamine = « J-F »
- Marijuana + Splenda = « B.S. », acronyme signifiant « Bud and Splenda »
- Marijuana + Viagra = « Smoky Willy» ou encore un « Stone Willy », en référence à Willy II
- Haschich + Ricard + Rince Cochon (bière) = Teho Soriano

## Santé
La consommation de joints de cannabis peut avoir des effets néfastes notamment sur les plans psychiatriques, respiratoires et cardiovasculaires.